# Dekanat szczekociński
Dekanat szczekociński – jeden z 33 dekanatów rzymskokatolickiej diecezji kieleckiej. Tworzy go 9 parafii:
- Chlewice – pw. św. Jakuba Ap.
- Drużykowa – pw. Ducha Świętego
- Dzierzgów – pw. Wniebowzięcia NMP
- Goleniowy – pw. Narodzenia NMP
- Kossów – pw. Matki Bożej Częstochowskiej
- Moskorzew – pw. św. Małgorzaty dz. m.
- Przyłęk Szlachecki – pw. św. Jana Chrzciciela
- Rokitno – pw. św. Marii Magdaleny
- Szczekociny – pw. św. Bartłomieja Ap.